# Kakkehalli, Bangalore North
Kakkehalli là một làng thuộc tehsil Bangalore North, huyện Bangalore Urban, bang Karnataka, Ấn Độ.